# 대한민국 어버이연합
대한민국 어버이연합(大韓民國 어버이聯合, Korea Parent Federation)은 대한민국의 극우 단체이다.

## 역사
대한민국 어버이연합은 이강성을 초대회장으로 2006년 5월 8일 설립되었다. 2010년 초까지 주로 북한의 핵 실험 반대, 한미 FTA의 비준 촉구 등의 시위를 전개해오고 있었다.
2013년 8월 10일에는 민주당 해체 촉구 집회를 열었다.
2013년 8월 31일에는 통합진보당 해체 촉구 집회를 열었다.
2013년 9월 23일에는 전국교직원노동조합에 전면전을 선포하는 집회를 열었다.
2013년 10월 31일에 통합진보당 해체를 촉구하는 집회를 열었다.
2013년 11월 17일에는 태풍 하이옌으로 피해를 입은 필리핀을 도왔다.
2013년 11월 28일에는 천주교정의구현전국사제단의 박근혜 대통령 사퇴 성명을 비판하는 집회를 열었다.
2013년 12월 4일에는 새누리당 황우여 대표가 국정원 개혁에 대해 민주당과 타협했다고 화형식 집회를 열었고 국정원 강화를 주장했다.
2013년 12월 10일에는 복지부의 유디치과 수사 의뢰로 노인들이 임플란트를 값싸게 시술받을 수 있는 길이 막혔다며 대한민국 의료법 제33조 8항의 즉각 폐지를 요구하고 양승조 민주당 의원과 보건복지부를 규탄하는 집회를 열었다.
2013년 12월 26일에는 2013년 한국철도공사 노조 파업을 규탄하는 집회를 열었다.
2013년 12월 27일에는 주한 일본 대사관 앞에서 야스쿠니 신사 참배를 강행한 아베 신조 일본 총리를 규탄하는 집회를 하였다. 또한 동북아시아 평화를 위협하는 아베 신조 총리는 할복자살 하라는 성명서를 홈페이지에 게시하였다.
2017년 9월 21일, 추선희 어버이연합 사무총장은 검찰 조사에서 자신이 경부고속도로 죽전휴게소에서 약 10회가량 국가정보원 직원으로부터 돈을 건네받았으며, 그에게 돈을 건네준 인물은 국정원 심리전단의 댓글 활동 총책임자인 민병주 전 심리전단장이었다고 진술했다.
2021년 3월 18일, 추선희 전 어버이연합 사무총장이 대법원에서 징역 10개월의 실형을 확정판결 받았다.

## 비판 및 논란

### 폭력시위
대한민국 어버이연합은 국민의례를 하지 않는다는 등의 이유로 시민단체를 공격하는 활동을 하기도 하였는데, 2009년 6월 3일에는 서울대 시국선언 회견장에 난입해 호국의 달인데도 묵념을 하지 않는다며 난입하였다.
2009년 10월 19일에는 시민단체 희망과 대안 창립식에서 국민의례를 하지 않았다고 의사진행을 방해하였다.
2010년 1월 21일에는 광우병 보도 무죄 판결을 낸 이용훈 대법원장 공관 앞에서 출근하는 차량을 저지하고자 관용차에 계란을 투척하였다.
2011년 7월 30일에는 한진중공업 파업 사태와 관련해 영도조선소에서 집회를 갖는 3차 희망버스를 태종로에서 저지하고 버스 내에 난입하여 승객 및 주변 행인들의 신분증 등을 검사하였으며, 이 과정에서 반발하는 승객 등에서 부상자가 발생하였다. 2011년 8월 1일에는 반값등록금 집회에 반대하며 집회에 참여한 정동영 민주당 최고위원에게 물병 등을 던졌으며, 2011년 8월 2일에는 비정규직 노동자 해고 철회를 위한 농성장에서 백기완 통일문제연구소장에게 '골통을 부숴라'는 등의 폭언과 함께 우산 등으로 폭행을 하였다.
2016년 2월 5일 오전 11시 무렵 서울역 입구에서 세월호 진상 규명과 역사교과서 정상화 등을 위한 서명 운동을 진행하는 시민사회단체의 테이블 앞으로 어버이단체를 포함한 보수 단체 회원 30~40여 명이 욕설과 고함을 치며 나타났고 그들을 세월호 유가족이 있는 서명대에도 "불순분자들"이라는 심한 막말을 쏟았다. 게다가 회원 중 한 명은 시민단체의 손팻말을 발로 밟고 난동을 벌인 일부 보수단체 회원들의 손에는 '경제활성화 위한 천만 서명 운동'등의 손팻말이 있었고 11시 10분 시민사회단체의 합동 기자회견 현장을 방해하자 경찰이 출동했으나 소란을 멈추지 않고 몸싸움까지 벌이자 시민사회단체 관계자가 어버이연합 회원을 막아서자 이에 분노한 어버이연합 회원이 관계자의 얼굴을 주먹으로 세 차례 가격했고 특별한 방어도 없이 폭력을 당한 이 관계자는 코와 입이 터지는 등 부상을 당했으며 현재 경찰의 조사 중에 있다.

### 어용 단체 의혹
어버이 연합회는 정부정책 등과 관련해 정치적 논란이 일어날 때면 항상 보수정치세력의 입장에 서서 격렬한 반대시위를 전개해왔다. 이들의 무조건적이고 극단적인 시위방식은 항상 반대시위자들과의 충돌을 불러왔으며, 이로 인한 비난과 비판이 줄곧 이어져왔다. 때문에 대부분 노인들만으로 구성된 이 단체가 지속적으로 강한 정치적 시위를 지속하는 이유는 무엇인가에 대하여 이는 한국 보수계열 정치단체의 지원과 비호가 있어서라는 주장이 계속 제기되어 왔다. 실제로 보수당인 새누리당이 집권한 상태에서 경찰등은 어버이 연합의 시위가 폭력으로 번져도 이를 묵인하는 태도를 보여왔다. 또한 이들의 정치적 시위가 항상 보수정당의 정책을 지지하거나 반대 세력을 규탄하는 것이기 때문에 이들이 정권에 의해 고용된 "알바"라는 주장도 사실은 이미 세간에 널리 퍼져있는 말이다. 실제로도 어버이 연합의 시위가 돈을 받고서 "동원"되는 것이라는 이야기가 논란이 되고 있다. 한편, 오세훈 서울시장 임기 중에 서울특별시가 2010년 비영리민간단체 지원사업의'도시 빈곤층 무의탁 독거노인 점심 라면 및 도시락 제공'이란 명목으로 1,100만 원을 지원하여 이러한 사실들을 뒷받침 하는 것이 아니냐 하는 논란이 일었다.

### 시위자 동원
시사저널은 2016년 4월 보도를 통해 대한민국 어버이연합이 일당 2만원에 탈북자들을 집회에 동원한 것을 회계 장부를 통해 확인했다고 주장했다. 또한 대한민국 어버이연합의 차명 계좌 등을 추적해본 결과 주요 자금줄에 전국경제인연합회가 있다는 의혹이 제기되었다. 2016년 4월 20일 현재 전국경제인연합회는 '확인해줄 수 없다.'는 공식 입장을 밝혀, 사실상 시인한 것으로 보인다.
시사저널은 2016년 4월 20일 보도를 통해 대한민국 어버이연합 핵심인사의 말을 인용해 청와대가 어버이연합의 보수 집회를 지시했다고 밝혔다.

### 한국대학생포럼, 전경련과의 관계
2016년 6월 1일 박범계 의원은 국회에서 '한국대학생포럼'이 어버이연합과 공조했다는 의혹을 제기했다. 어버이연합과 한국대학생포럼은 '희망버스 규탄 집회(2011. 7. 30.)', '박원순 시장 아들 공개 신체검사 촉구 집회(2012. 2. 15.)', '정부 조직개편안 통과 및 민주당 규탄 집회(2013. 3. 4.)' 등 2011년 이후 총 3차례 정부 편향의 공동집회를 개최한 적이 있다. 그런데 이러한 공조가 시작되기 전, 어버이연합의 심인섭 회장은 2011년 한국대학생포럼의 전(前) 회장 윤주진에게 후원금을 전달했으며, 윤아무개는 어버이연합의 추선희 사무총장에게 감사패를 전달한 적이 있다.
또한 윤주진은 제20대 총선을 앞두고 새누리당 비례대표 후보에 지원한 적이 있으며, 현재는 2016. 5. 30. 개원한 제20대 국회의 전희경 새누리당 의원(초선 비레대표)의 5급 비서관으로 일하고 있다.

## 같이 보기
- 박사모
- 대통령 탄핵무효 국민저항총궐기 운동본부(탄기국, 국민저항본부)
- 한국자유총연맹
- 김경재 (1942년)
- 성우회
- 대한민국고엽제전우회